# 신안군

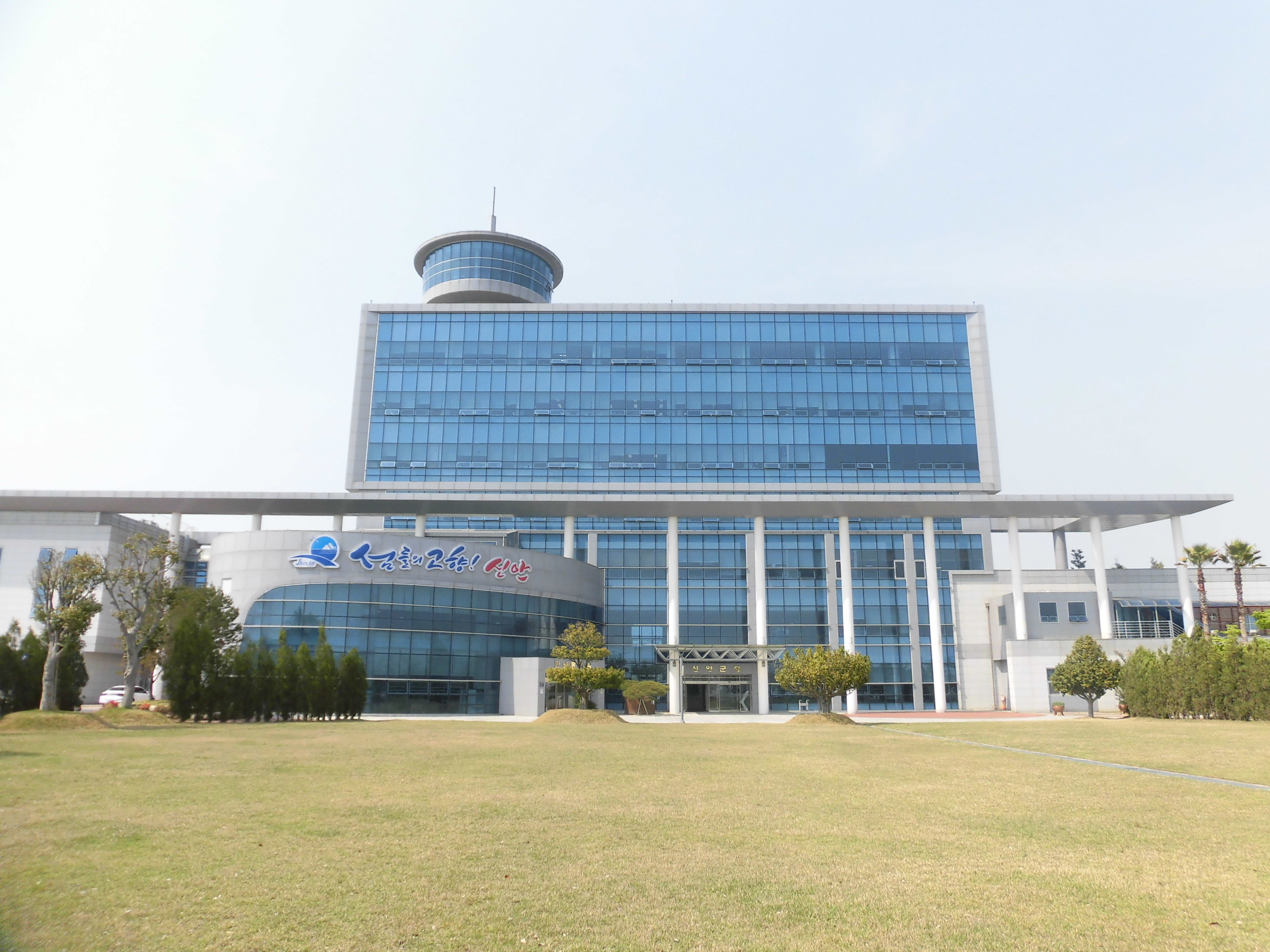
신안군청

신안군(新安郡)은 대한민국의 전라남도에 위치해있다. 지리적으로 황해와 다도해에 접해 있으며, 압해도, 암태도, 자은도, 증도, 팔금도, 안좌도, 도초도, 비금도, 임자도, 신의도, 하의도, 장산도, 지도, 흑산군도를 포함하여 총 1,004개의 섬으로 이루어졌다.
신안군의 면적은 655.68km2이고, 2015년 12월 말 주민등록 기준으로 인구는 43,294 명이다. 섬이라는 특성 때문에 인근 육지 지역인 목포시와 밀접한 생활권을 형성한다. 군청 소재지는 압해읍이고, 행정구역은 2읍 12면이다. 특산물은 홍어, 천일염, 김, 시금치 등이 있다.

## 역사

### 고대
- 본래 백제의 아차산현(阿次山縣), 거지산현(居知山縣), 고록지현(古祿只縣), 아로현(阿老縣) 지역이었다.
- 660년 백제가 멸망하고 당나라의 웅진도독부가 설치되었으나, 신라가 이를 몰아내고 발라주를 설치하여 이에 속했다.
- 685년 발라주가 무진주로 변경되어 여기에 속했다. 아차산현이 군으로 승격하여 다른 3개현을 관할하였다.
- 757년 아차산군을 압해군(壓海郡 또는 押海郡)으로, 거지산현을 안파현(安波縣)으로, 고록지현을 염해현(鹽海縣)으로, 아로현을 갈도현(碣島縣)으로 각각 개칭되었다.
- 고려시대에 압해군은 압해현으로, 안파현은 장산현(長山縣)으로 개칭되어 나주목의 속현이 되고, 염해현은 임치현(臨淄縣)으로, 갈도현은 육창현(陸昌縣)으로 개칭되어 무령군(영광군)의 속현이 되었다. 이후 압해현이 영광군에 편입되었다가 얼마 후 다시 나주목에 편입되었다.
- 고려 말기 왜구의 잦은 침입으로 공도책(空島策)이 시행되어 주민들을 육지로 이주시키고, 도서지역 고을들이 모두 폐지되어 인접한 육지의 고을에 편입되었다.

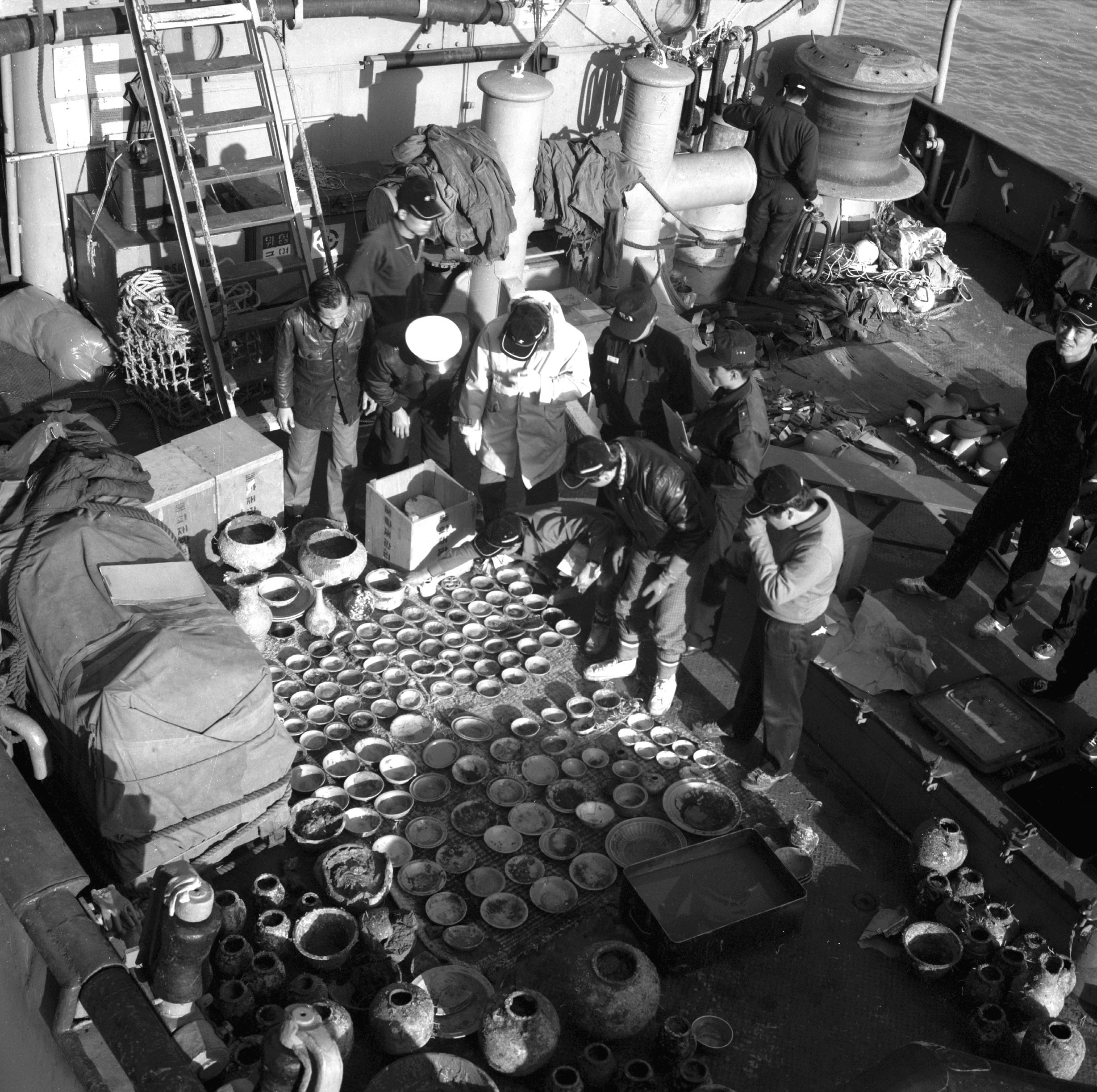
신안 앞바다 중국 송-원대 도자기 인양작업 현장(1976년)

### 지도군
- 1896년 2월 3일 : 무안군·나주군·영광군·부안군·만경군의 섬들을 관할로 전주부 지도군(智島郡)이 설치되었다. 같은 해 8월 4일에 이십삼부가 폐지되면서 전라남도 지도군이 되었다.

16면 : 군내면(郡內面), 선도면(蟬島面), 사옥면(沙玉面), 압해면(押海面), 임자면(荏子面), 자은면(慈恩面), 흑산면(黑山面), 하의면(荷衣面), 장산면(長山面), 안창면(安昌面), 기좌면(箕佐面), 자라면(者羅面), 암태면(岩泰面), 낙월면(落月面), 위도면(蝟島面), 고군산면(古群山面)
- 1897년 : 완도군 비금면, 도초면이 지도군에 편입되었다.
- 1903년 : 도초면, 안창면, 기좌면을 진도군으로 이관하였다.[8]
- 1914년 4월 1일 : 고군산면을 전라북도 옥구군에, 위도면과 낙월면을 영광군에 각각 이관하고, 지도군은 무안군에 흡수·폐지되었다. 이와 함께 진도군 도초면, 안창면, 기좌면과 완도군 팔금면이 무안군에 편입되었다.

### 무안군 일부
- 1923년 9월 - 1924년 9월 : 암태도 소작쟁의.

일제강점기 대표적인 농민운동으로 꼽힌다. 지주 문재철이 소작료를 7~8할로 수탈을 지속하자 일제경찰에 항거하면서 재판소 앞에서 단식투쟁을 이어갔다. 그 결과 소작료를 4할로 낮추는 성과를 이루었다.
- 1963년 1월 1일 : 흑산면 우이도리를 도초면으로 편입하고, 진도군 조도면 마진도리를 장산면으로 편입하였다.[10]
- 1964년 8월 2일 : 흑산면 가거도출장소, 도초면 우이도출장소, 안좌면 팔금출장소, 지도면 증도출장소가 설치되었다.[11]

### 신안군
- 1969년 1월 1일 : 무안군 지도면, 압해면, 임자면, 자은면, 비금면, 도초면, 흑산면, 하의면, 장산면, 안좌면, 암태면이 신안군으로 분군하였다.[12] 군의 이름인 신안(新安)은 '새로운(新) 무안(務安)'이란 뜻에서 지어졌다. (11면)
- 1971년 6월 1일 : 압해면 매화도출장소가 설치되었다.[13]
- 1974년 10월 18일 : 하의면 상하태도출장소가 설치되었다.[14]
- 1980년 4월 1일 : 지도면 선도출장소, 흑산면 태도출장소, 안좌면 자라도출장소가 설치되었다.[15]
- 1980년 12월 1일 : 지도면이 지도읍으로 승격하였다.[16] (1읍 10면)
- 1983년 2월 4일 : 흑산면 홍도출장소가 설치되었다.[17]
- 1983년 2월 15일 : 지도읍 증도출장소, 하의면 상하태도출장소가 각각 증도면·신의면으로 분리 승격되었고, 안좌면 팔금출장소가 팔금면으로 승격 분리되어 다시 설치되었다. 또, 진도군 조도면 만재도리가 흑산면에, 조도면 고평사도리(신설)가 신의면에 각각 편입되었다. (1읍 13면)
- 1988년 3월 5일 : 증도면 병풍도출장소가 설치되었다.[18]
- 1989년 1월 1일 : 흑산면 대둔도출장소, 압해면 고이도출장소가 설치되었다.[19]
- 1990년 8월 1일 : 신안군 장산면 마진도리 일부(저도, 소지도, 송도, 작도, 골도, 희어도)가 진도군 진도읍 산월리에 편입되었다.[20]
- 1991년 4월 1일 : 흑산면 홍도출장소가 홍도관리사무소로 승격되었고, 홍도출장소가 폐지되었다.[21][22]
- 2011년 4월 25일 : 신안군청사가 목포시 목원동에서 신안군 압해면으로 이전하였다.
- 2012년 1월 1일 : 압해면이 압해읍으로 승격하였다. (2읍 12면)
- 2014년 1월 28일: 신의면에서 장애인 인부 2명이 경찰에 구출되는 등 일련의 염전 노동착취 사건이 발생하여, 3월 11일 목포경찰서는 관할 13개 도서파출소 경찰 87명 중 74명의 인원을 교체하였다.
- 2020년 7월 8일: 비금면 수치도출장소가 설치되었다.
- 2023년 10월 10일:신안 염전 노예 사건을 소재 (일부 의견으로는 염전 노예 사건을 다루는게 아니라 염전 노예 사건을 다루는 척하면서 지역 혐오 폄하 선동 목적이라는 의견도 있음)로 인터넷 실시간 동영상 프로그램을 진행하던 유튜버가 명예 훼손으로 고발 당하고 체포되어 경찰서 유치장으로 압송된 후 영장이 기각 되었음
- 2023년 11월 24일: 안좌면 자라출장소가 폐지되었다.

## 지리
지리상으로 신안군은 전라남도 황해와 다도해에 접해 있으며 간척사업으로 육지와 연결된 지도읍을 제외한 모든 지역이 섬으로 구성되어 있다. 동쪽으로 무안군이 위치해 있고 서쪽으로는 황해, 북쪽으로는 영광군 낙월군도가 있으며, 군청이 소재한 압해도는 목포시와 인접해 있다. 육지와 붙어있는 지도읍에는 무안군 해제면이 연결되어 있다.
신안군청(2011년 4월 이전)과 신안군보건소(2012년 6월 이전)는 과거 목포시 북교동 178-1번지에 위치해 있었으나, 현재 압해도로 이전하였다. 목포연안여객선터미널에 지역 관광안내도 등이 설치되어 있다. 대부분이 섬이기 때문에 주로 해상 교통을 이용하나, 지도읍, 증도면과 압해읍 등은 육로와 압해대교 등을 통해 육상교통으로도 접할 수 있다.
경찰행정은 행정구역 분리 이전부터 목포경찰서에서 담당해왔으며, 2023년 7월에 신안경찰서가 암태면에 설치되어 경찰행정이 신안군으로 이관될 예정이다.

## 기후
| 흑산도기상관측소 (신안군 흑산면 예리, 해발 75.12m)의 기후 | 흑산도기상관측소 (신안군 흑산면 예리, 해발 75.12m)의 기후 | 흑산도기상관측소 (신안군 흑산면 예리, 해발 75.12m)의 기후 | 흑산도기상관측소 (신안군 흑산면 예리, 해발 75.12m)의 기후 | 흑산도기상관측소 (신안군 흑산면 예리, 해발 75.12m)의 기후 | 흑산도기상관측소 (신안군 흑산면 예리, 해발 75.12m)의 기후 | 흑산도기상관측소 (신안군 흑산면 예리, 해발 75.12m)의 기후 | 흑산도기상관측소 (신안군 흑산면 예리, 해발 75.12m)의 기후 | 흑산도기상관측소 (신안군 흑산면 예리, 해발 75.12m)의 기후 | 흑산도기상관측소 (신안군 흑산면 예리, 해발 75.12m)의 기후 | 흑산도기상관측소 (신안군 흑산면 예리, 해발 75.12m)의 기후 | 흑산도기상관측소 (신안군 흑산면 예리, 해발 75.12m)의 기후 | 흑산도기상관측소 (신안군 흑산면 예리, 해발 75.12m)의 기후 | 흑산도기상관측소 (신안군 흑산면 예리, 해발 75.12m)의 기후 |
| 월                                                        | 1월                                                       | 2월                                                       | 3월                                                       | 4월                                                       | 5월                                                       | 6월                                                       | 7월                                                       | 8월                                                       | 9월                                                       | 10월                                                      | 11월                                                      | 12월                                                      | 연간                                                      |
| --------------------------------------------------------- | --------------------------------------------------------- | --------------------------------------------------------- | --------------------------------------------------------- | --------------------------------------------------------- | --------------------------------------------------------- | --------------------------------------------------------- | --------------------------------------------------------- | --------------------------------------------------------- | --------------------------------------------------------- | --------------------------------------------------------- | --------------------------------------------------------- | --------------------------------------------------------- | --------------------------------------------------------- |
| 역대 최고 기온 °C (°F)                                    | 16.5 (61.7)                                               | 22.0 (71.6)                                               | 23.3 (73.9)                                               | 25.7 (78.3)                                               | 28.8 (83.8)                                               | 30.1 (86.2)                                               | 32.8 (91.0)                                               | 34.9 (94.8)                                               | 31.1 (88.0)                                               | 28.0 (82.4)                                               | 22.6 (72.7)                                               | 19.0 (66.2)                                               | 34.9 (94.8)                                               |
| 일평균 최고 기온 °C (°F)                                  | 5.5 (41.9)                                                | 6.5 (43.7)                                                | 9.9 (49.8)                                                | 14.5 (58.1)                                               | 19.1 (66.4)                                               | 22.8 (73.0)                                               | 25.9 (78.6)                                               | 27.9 (82.2)                                               | 24.1 (75.4)                                               | 19.4 (66.9)                                               | 14.0 (57.2)                                               | 8.2 (46.8)                                                | 16.5 (61.7)                                               |
| 일일 평균 기온 °C (°F)                                    | 3.4 (38.1)                                                | 3.8 (38.8)                                                | 6.5 (43.7)                                                | 10.7 (51.3)                                               | 15.2 (59.4)                                               | 19.2 (66.6)                                               | 22.9 (73.2)                                               | 24.7 (76.5)                                               | 21.3 (70.3)                                               | 16.9 (62.4)                                               | 11.5 (52.7)                                               | 5.9 (42.6)                                                | 13.5 (56.3)                                               |
| 일평균 최저 기온 °C (°F)                                  | 1.5 (34.7)                                                | 1.8 (35.2)                                                | 3.9 (39.0)                                                | 7.8 (46.0)                                                | 12.3 (54.1)                                               | 16.6 (61.9)                                               | 20.6 (69.1)                                               | 22.5 (72.5)                                               | 19.4 (66.9)                                               | 15.1 (59.2)                                               | 9.5 (49.1)                                                | 3.9 (39.0)                                                | 11.2 (52.2)                                               |
| 역대 최저 기온 °C (°F)                                    | −8.7 (16.3)                                               | −5.9 (21.4)                                               | −3.9 (25.0)                                               | 0.6 (33.1)                                                | 6.3 (43.3)                                                | 11.1 (52.0)                                               | 15.6 (60.1)                                               | 17.5 (63.5)                                               | 14.8 (58.6)                                               | 4.6 (40.3)                                                | −0.2 (31.6)                                               | −4.8 (23.4)                                               | −8.7 (16.3)                                               |
| 평균 강수량 mm (인치)                                     | 23.0 (0.91)                                               | 32.8 (1.29)                                               | 50.8 (2.00)                                               | 88.8 (3.50)                                               | 96.7 (3.81)                                               | 157.5 (6.20)                                              | 208.1 (8.19)                                              | 211.2 (8.31)                                              | 120.5 (4.74)                                              | 58.7 (2.31)                                               | 46.1 (1.81)                                               | 33.1 (1.30)                                               | 1,127.3 (44.38)                                           |
| 평균 강수일수 (≥ 0.1 mm)                                  | 9.2                                                       | 7.5                                                       | 7.8                                                       | 8.9                                                       | 8.2                                                       | 9.5                                                       | 12.5                                                      | 11.5                                                      | 9.4                                                       | 6.6                                                       | 8.1                                                       | 10.7                                                      | 109.9                                                     |
| 평균 강설일수                                             | 9.0                                                       | 5.1                                                       | 1.7                                                       | 0.1                                                       | 0.0                                                       | 0.0                                                       | 0.0                                                       | 0.0                                                       | 0.0                                                       | 0.0                                                       | 0.8                                                       | 7.5                                                       | 24.2                                                      |
| 평균 상대 습도 (%)                                        | 69.3                                                      | 71.1                                                      | 73.3                                                      | 77.3                                                      | 81.2                                                      | 88.3                                                      | 92.9                                                      | 89.3                                                      | 84.4                                                      | 75.2                                                      | 71.5                                                      | 68.9                                                      | 78.6                                                      |
| 평균 월간 일조시간                                        | 103.9                                                     | 140.6                                                     | 199.9                                                     | 205.2                                                     | 200.3                                                     | 158.5                                                     | 118.3                                                     | 187.1                                                     | 185.1                                                     | 204.0                                                     | 147.1                                                     | 109.0                                                     | 1,959                                                     |
| 출처: 기상청 (평년값: 1997년~2020년, 극값: 1997년~현재)   |                                                           |                                                           |                                                           |                                                           |                                                           |                                                           |                                                           |                                                           |                                                           |                                                           |                                                           |                                                           |                                                           |

## 행정구역
신안군의 행정 구역은 2읍 12면에 143개 법정리로 구성되어 있다. 신안군의 면적은 655.68 km2이고, 인구는 2015년 12월 말 주민등록 기준으로 43,294명, 22,270 가구이다. 대한민국에서 가장 많은 섬을 관할하는 지자체로, 주요 섬들로는 압해도, 암태도, 자은도, 팔금도, 안좌도, 도초도, 비금도, 임자도, 신의도, 하의도, 장산도, 흑산군도, 지도, 증도 등이 있고, 부속 섬으로 홍도, 가거도, 우이도 등이 있다.
| 읍·면  | 한자   | 면적   | 인구   | 세대   | 행정구역도 |
| ------ | ------ | ------ | ------ | ------ | ---------- |
| 지도읍 | 智島邑 | 79.85  | 4,928  | 2,590  |            |
| 압해읍 | 押海邑 | 67.55  | 6,668  | 3,077  |            |
| 증도면 | 曾島面 | 33.68  | 2,045  | 1,078  |            |
| 임자면 | 荏子面 | 47.25  | 3,551  | 1,766  |            |
| 자은면 | 慈恩面 | 52.79  | 2,407  | 1,305  |            |
| 비금면 | 飛禽面 | 51.72  | 3,954  | 1,954  |            |
| 도초면 | 都草面 | 55.45  | 3,024  | 1,582  |            |
| 흑산면 | 黑山面 | 48.66  | 4,365  | 2,417  |            |
| 하의면 | 荷衣面 | 34.64  | 1,955  | 1,082  |            |
| 신의면 | 新衣面 | 33.26  | 1,813  | 891    |            |
| 장산면 | 長山面 | 29.19  | 1,746  | 982    |            |
| 안좌면 | 安佐面 | 59.97  | 3,442  | 1,795  |            |
| 팔금면 | 八禽面 | 18.44  | 1,159  | 641    |            |
| 암태면 | 岩泰面 | 43.23  | 2,237  | 1,110  |            |
| 신안군 | 新安郡 | 655.68 | 43,294 | 22,270 |            |

## 군청
- 현재 신안군청은 전라남도 신안군 압해읍에 위치하고 있다. 본래 목포시에 소재하고 있었는데, 2011년 3월에 신축 청사로 이전한 것이다.

## 인구
신안군의 인구는 2015년 12월 말 기준으로 43,294 명, 22,270 가구이고, 성비는 1.12로 남자가 많은데, 전라남도 내에서 성비가 가장 높은 지역이지만 인구는 점점 감소추세다.
- 신안군(에 해당하는 지역)의 연도별 인구 추이[27]

| 연도   | 총인구    |  |
| ------ | --------- |  |
| 1960년 | 157,720명 |  |
| 1966년 | 174,996명 |  |
| 1970년 | 163,883명 |  |
| 1975년 | 157,502명 |  |
| 1980년 | 130,979명 |  |
| 1985년 | 115,025명 |  |
| 1990년 | 102,409명 |  |
| 1995년 | 62,472명  |  |
| 2000년 | 46,315명  |  |
| 2005년 | 38,463명  |  |
| 2010년 | 33,222명  |  |

## 교육
- 전라남도 신안군에는 초등학교 125개교(분교 45개교, 분실 19개실 포함), 중학교 15개교(분교 1개교 포함), 고등학교 7개교가 있었다.
- 현재는 초등학교 27개교(분교 8개교 포함), 중학교 13개교(분교 1개교 포함), 고등학교 6개교만이 현존하고 있다.
- 아래의 교육기관 순서는 개교 일자순으로 하였으며, 폐교 역시도 폐교 일자순으로 하였다.
- 다만 분교의 경우 본교급의 나열이 끝난 다음에 나열하며, 폐교가 될 시에는 개교 일자와 상관없이 늦을수록 아래에 배치하였다.[28][29]
- 폐교의 경우 폐교 일자만을 기재하며, 현존하는 학교는 반대로 개교 일자(명칭 변경 등을 제외하고)만을 기재한다.
- 이외에 일자가 겹치는 경우에는 본교급일수록, 가나다순이 빠를수록 위에 기재한다.

- 전라남도신안교육지원청 https://saed.jne.go.kr/saed/main.do 보관됨 2024-11-02 - 웨이백 머신
- 전라남도 도서·벽지학교 및 농·어촌교육진흥학교 현황 일람(유·초등) https://www.jne.go.kr/upload/main/na/bbs_124/ntt_5051196/doc_2181dd18-f750-47f7-8259-cd115cda08ab1668a6439b66065.pdf 보관됨 2024-11-02 - 웨이백 머신

### 고등학교
| 학교명               | 주소                   | 학급수 | 학생수 | 비고                                     |
| -------------------- | ---------------------- | ------ | ------ | ---------------------------------------- |
| 안좌고등학교(라)     | 안좌면 중부로 790-7    | 7학급  | 85명   | 1975년 3월 10일 개교                     |
| 도초고등학교(다)     | 도초면 서남문로 1493   | 10학급 | 159명  | 1978년 3월 17일 개교, 舊 도초중학교 병설 |
| 지명고등학교         | 지도읍 해제지도로 1362 | 4학급  | 39명   | 1982년 3월 12일 개교                     |
| 신안해양과학고등학교 | 압해읍 구항길 41       | 7학급  | 111명  | 1983년 4월 9일 개교                      |
| 임자고등학교(다)     | 임자면 임자로 230-9    | 3학급  | 32명   | 1986년 3월 10일 개교, 임자중학교 병설    |
| 하의고등학교(다)     | 하의면 곰실길 11-8     | 3학급  | 19명   | 1986년 3월 12일 개교, 하의중학교 병설    |
| 비금고등학교         | 비금면 유옥우길 65     | -      | -      | 2014년 3월 1일 폐교, 비금중학교 병설     |

### 중학교
| 학교명                        | 주소                  | 학급수 | 학생수 | 비고                                      |
| ----------------------------- | --------------------- | ------ | ------ | ----------------------------------------- |
| 장산중학교(다)                | 장산면 장산대리길 64  | 3학급  | 17명   | 1949년 3월 31일 개교                      |
| 안좌중학교(라)                | 안좌면 중부로 743     | 3학급  | 27명   | 1952년 3월 31일 개교                      |
| 지명중학교                    | 지도읍 원광정길 18    | 4학급  | 48명   | 1959년 4월 30일 개교                      |
| 하의중학교(다)                | 하의면 곰실길 11-8    | 3학급  | 19명   | 1965년 3월 12일 개교, 하의고등학교 병설   |
| 비금중학교(다)                | 비금면 유옥우길 65    | 7학급  | 88명   | 1965년 5월 9일 개교, 舊 비금고등학교 병설 |
| 자은중학교(라)                | 자은면 구영2길 82     | 3학급  | 23명   | 1966년 8월 20일 개교                      |
| 임자중학교(다)                | 임자면 임자로 230-9   | 4학급  | 56명   | 1968년 3월 15일 개교, 임자고등학교 병설   |
| 암태중학교(라)                | 암태면 장단고길 10    | 3학급  | 21명   | 1968년 3월 25일 개교                      |
| 압해중학교                    | 압해읍 구항길 31-5    | 4학급  | 73명   | 1970년 3월 12일 개교                      |
| 신안증도중학교(라)            | 증도면 증동길 53      | 3학급  | 14명   | 1971년 3월 12일 개교                      |
| 신안흑산중학교(나)            | 흑산면 흑산일주로 124 | 3학급  | 17명   | 1973년 3월 1일 개교                       |
| 신안신의중학교(다)            | 신의면 상서길 94      | 3학급  | 21명   | 1979년 3월 19일 개교                      |
| 신안흑산중학교 가거도분교(가) | 흑산면 가거도리 266   | 1학급  | 1명    | 1982년 3월 20일 개교, 가거도초등학교 병설 |
| 도초중학교                    | 도초면 수항리 1468    | -      | -      | 2017년 2월 28일 폐교, 도초고등학교 병설   |
| 안좌중학교 팔금분교           | 팔금면 장촌리 294     | -      | -      | 2021년 2월 28일 폐교                      |

### 초등학교[30]
| 학교명                      | 주소                      | 학급수 | 학생수 | 비고                                                 |
| --------------------------- | ------------------------- | ------ | ------ | ---------------------------------------------------- |
| 지도초등학교                | 지도읍 서촌길 52-1        | 7학급  | 88명   | 1909년 6월 22일 개교                                 |
| 안좌초등학교(라)            | 안좌면 김환기길 6         | 7학급  | 51명   | 1921년 12월 1일 개교                                 |
| 암태초등학교(라)            | 암태면 장단고길 56        | 7학급  | 46명   | 1923년 4월 18일 개교                                 |
| 임자초등학교(다)            | 임자면 임자로 216-4       | 7학급  | 58명   | 1924년 11월 16일 개교                                |
| 비금초등학교(다)            | 비금면 유옥우길 21-4      | 7학급  | 54명   | 1925년 10월 7일 개교                                 |
| 자은초등학교(라)            | 자은면 구영1길 44-36      | 7학급  | 38명   | 1926년 12월 1일 개교                                 |
| 압해초등학교                | 압해읍 복룡로 33-8        | 7학급  | 56명   | 1930년 6월 16일 개교                                 |
| 도초초등학교(다)            | 도초면 수항리 620         | 7학급  | 62명   | 1931년 12월 10일 개교                                |
| 장산초등학교(다)            | 장산면 장산로 277         | 7학급  | 26명   | 1932년 5월 6일 개교                                  |
| 흑산초등학교(나)            | 흑산면 진마을길 12-13     | 6학급  | 17명   | 1932년 6월 10일 개교                                 |
| 하의초등학교(다)            | 하의면 안곰실길 33        | 6학급  | 29명   | 1934년 5월 12일 개교                                 |
| 팔금초등학교(라)            | 팔금면 삼층석탑길 173     | 5학급  | 14명   | 1937년 6월 24일 개교                                 |
| 압해동초등학교              | 압해읍 압해로 378-6       | 6학급  | 28명   | 1939년 5월 30일 개교                                 |
| 비금동초등학교(다)          | 비금면 용소길181-6        | 6학급  | 19명   | 1940년 5월 1일 개교                                  |
| 증도초등학교(라)            | 증도면 문준경길 218       | 6학급  | 29명   | 1940년 6월 14일 개교                                 |
| 가거도초등학교(가)          | 흑산면 가거도길 18-31     | 2학급  | 4명    | 1949년 4월 17일 개교, 신안흑산중학교 가거도분교 병설 |
| 임자남초등학교(다)          | 임자면 장동길 86          | 7학급  | 32명   | 1957년 4월 1일 개교                                  |
| 압해서초등학교              | 압해읍 압해로 1336-2      | 5학급  | 12명   | 1962년 6월 30일 개교                                 |
| 신의초등학교(다)            | 신의면 신의로 710-57      | 6학급  | 38명   | 1969년 3월 5일 개교                                  |
| 안좌초등학교 자라분교(나)   | 안좌면 자라도길 37        | -      | -      | 1946년 12월 3일 개교                                 |
| 흑산초등학교 흑산북분교(가) | 흑산면 다물도길 101       | -      | -      | 1947년 3월 5일 개교                                  |
| 흑산초등학교 홍도분교(나)   | 흑산면 홍도1길 53         | 3학급  | 6명    | 1949년 6월 12일 개교                                 |
| 흑산초등학교 흑산동분교(가) | 흑산면 수리길 29-2        | 1학급  | 1명    | 1950년 4월 18일 개교                                 |
| 흑산초등학교 하태분교(가)   | 흑산면 태도리 149         | -      | -      | 1951년 11월 22일 개교                                |
| 흑산초등학교 장도분교(가)   | 흑산면 장도길 49-1        | -      | -      | 1955년 3월 10일 개교                                 |
| 흑산초등학교 영산분교(가)   | 흑산면 영산길 19-18       | -      | -      | 1957년 4월 1일 개교                                  |
| 증도초등학교 소악분교(가)   | 증도면 병풍리 1237        | -      | -      | 1966년 5월 10일 개교                                 |
| 상태국민학교 송도분실       | 신의면 상태서리 솔섬      | -      | -      | 1971년 12월 31일 폐교                                |
| 도초국민학교 대외개도분실   | 도초면 만년리 외개약섬    | -      | -      | 1972년 12월 31일 폐교                                |
| 자은국민학교 두리도분실     | 자은면 고장리 두리도      | -      | -      | 1977년 3월 13일 페교                                 |
| 우이도국민학교 경치도분실   | 도초면 우이도리 경치도    | -      | -      | 1982년 12월 31일 폐교                                |
| 임자남국민학교 부남도분실   | 임자면 재원리 부남도      | -      | -      | 1982년 12월 31일 폐교                                |
| 비금국민학교 우세도분실     | 비금면 신원리 우세도      | -      | -      | 1983년 2월 21일 폐교                                 |
| 임자남국민학교 소노록도분실 | 임자면 재원리 소노록도    | -      | -      | 1984년 11월 23일 폐교                                |
| 임자남국민학교 입모도분실   | 임자면 재원리 입모도      | -      | -      | 1985년 2월 28일 폐교                                 |
| 임자남국민학교 굴도분실     | 임자면 재원리 굴도        | -      | -      | 1985년 8월 31일 폐교                                 |
| 임자남국민학교 대노록도분실 | 임자면 재원리 대로록도    | -      | -      | 1985년 12월 31일 폐교                                |
| 안창국민학교 요력도분실     | 안좌면 산두리 요력도      | -      | -      | 1986년 3월 5일 폐교                                  |
| 압해국민학교 외안도분실     | 압해읍 동서리 외안도      | -      | -      | 1988년 8월 31일 폐교                                 |
| 증도국민학교 도덕도분실     | 증도면 방축리 도덕섬      | -      | -      | 1988년 12월 31일 폐교                                |
| 임자남국민학교 갈도분실     | 임자면 재원리 갈도        | -      | -      | 1989년 2월 28일 폐교                                 |
| 비금동국민학교 노대도분실   | 비금면 가산리 노대도      | -      | -      | 1989년 3월 23일 폐교                                 |
| 하의국민학교 문병도분실     | 하의면 후광리 문병도      | -      | -      | 1991년 3월 14일 폐교                                 |
| 임자남국민학교 태이도분실   | 임자면 광산리 섬타리도    | -      | -      | 1991년 4월 30일 폐교                                 |
| 하의국민학교 장재도분실     | 하의면 능산리 장재도      | -      | -      | 1991년 4월 30일 폐교                                 |
| 지도중앙국민학교 율도분실   | 지도읍 태천리 율도        | -      | -      | 1991년 9월 1일 폐교                                  |
| 도초서국민학교 예리분교     | 도초면 우이도리 676       | -      | -      | 1992년 3월 1일 폐교                                  |
| 안좌남국민학교 박지분교     | 안좌면 박지도길 183       | -      | -      | 1992년 3월 1일 폐교                                  |
| 암태국민학교 오상분교       | 암태면 오상리 240         | -      | -      | 1992년 3월 1일 폐교                                  |
| 압해국민학교 압해북분교     | 압해읍 가룡리 428-12      | -      | -      | 1992년 3월 1일 폐교                                  |
| 흑산국민학교 중도분교       | 흑산면 중태도길 1         | -      | -      | 1992년 8월 31일 폐교                                 |
| 도초동국민학교              | 도초면 도초동부길 581-19  | -      | -      | 1993년 3월 1일 폐교                                  |
| 백련국민학교                | 지도읍 해제지도로 1621-3  | -      | -      | 1993년 3월 1일 폐교                                  |
| 안좌남국민학교              | 안좌면 소곡두리길 170     | -      | -      | 1993년 3월 1일 폐교                                  |
| 신의남국민학교 신암분교     | 신의면 하태길 371-3       | -      | -      | 1993년 3월 1일 폐교                                  |
| 장산동국민학교 백야분교     | 장산면 팽진리 1409        | -      | -      | 1993년 3월 1일 폐교                                  |
| 임자북국민학교 만지분교     | 임자면 도찬리 산 205      | -      | -      | 1993년 4월 17일 폐교                                 |
| 도초서국민학교 동리분교     | 도초면 우이도리 1362      | -      | -      | 1994년 3월 1일 폐교                                  |
| 도초서국민학교 죽도분교     | 도초면 우이도리 산 544    | -      | -      | 1994년 3월 1일 폐교                                  |
| 쌍룡국민학교 효지분교       | 압해읍 복룡리 1775        | -      | -      | 1994년 3월 1일 폐교                                  |
| 안좌국민학교 안좌서분교     | 안좌면 김환기길 442       | -      | -      | 1994년 3월 1일 폐교                                  |
| 안창국민학교 부소분교       | 안좌면 존포길 216-22      | -      | -      | 1994년 3월 1일 폐교                                  |
| 임자중앙국민학교 한동분교   | 임자면 이흑암리 635       | -      | -      | 1994년 3월 1일 폐교                                  |
| 신의국민학교 고사분교       | 신의면 고평사도리 57-2    | -      | -      | 1994년 9월 1일 폐교                                  |
| 하의국민학교 대야분교       | 하의면 대야도길 60-31     | -      | -      | 1994년 9월 1일 폐교                                  |
| 하의북국민학교 능산분교     | 하의면 능뫼큰길 183-1     | -      | -      | 1994년 9월 1일 폐교                                  |
| 자은남국민학교              | 자은면 유각리 23          | -      | -      | 1995년 3월 1일 폐교                                  |
| 비금동국민학교 비금남분교   | 비금면 수치리 157         | -      | -      | 1995년 3월 1일 폐교                                  |
| 암태동국민학교 초란분교     | 암태면 신석리 산 13-34    | -      | -      | 1995년 3월 1일 폐교                                  |
| 자은국민학교 자은서분교     | 자은면 백산리 261         | -      | -      | 1995년 3월 1일 폐교                                  |
| 하의북국민학교 개도분교     | 하의면 개도길 15          | -      | -      | 1995년 3월 1일 폐교                                  |
| 소흑산국민학교 대풍분교     | 흑산면 가거도리 11        | -      | -      | 1995년 9월 1일 폐교                                  |
| 지도북국민학교 포작분교     | 지도읍 대포작길 2         | -      | -      | 1995년 9월 1일 폐교                                  |
| 비금동초등학교 상수치분교   | 비금면 수치도길 422       | -      | -      | 1996년 3월 1일 폐교                                  |
| 안좌초등학교 우목분교       | 안좌면 안좌남부길 658-14  | -      | -      | 1996년 3월 1일 폐교                                  |
| 장산동초등학교 율도분교     | 장산면 마진도리 327       | -      | -      | 1996년 3월 1일 폐교                                  |
| 임자초등학교 임자북분교     | 임자면 전장포길 838       | -      | -      | 1997년 3월 1일 폐교                                  |
| 가거도초등학교 항리분교     | 흑산면 가거도길 585-22    | -      | -      | 1998년 3월 1일 폐교                                  |
| 신의초등학교 평사분교       | 신의면 고평사도리 290     | -      | -      | 1998년 3월 1일 폐교                                  |
| 장산초등학교 막금분교       | 장산면 막금도길 39-57     | -      | -      | 1998년 3월 1일 폐교                                  |
| 팔금초등학교 매도분교       | 팔금면 이목거문길 334-11  | -      | -      | 1998년 3월 1일 폐교                                  |
| 하의초등학교 옥도분교       | 하의면 옥도길 110         | -      | -      | 1998년 3월 1일 폐교                                  |
| 암태동초등학교              | 암태면 박달로 362-26      | -      | -      | 1999년 9월 1일 폐교                                  |
| 지도북초등학교              | 지도읍 봉리길 518-57      | -      | -      | 1999년 9월 1일 폐교                                  |
| 임자초등학교 수도분교       | 임자면 수도리 64-1        | -      | -      | 1999년 9월 1일 폐교                                  |
| 하의초등학교 대광분교       | 하의면 하의로 115         | -      | -      | 1999년 9월 1일 폐교                                  |
| 하의초등학교 신도분교       | 하의면 신도길 27-1        | -      | -      | 1999년 9월 1일 폐교                                  |
| 도초서초등학교 항성분교     | 도초면 우이도돈목길 39    | -      | -      | 2000년 3월 1일 폐교                                  |
| 안좌초등학교 사치분교       | 안좌면 사치도길 76        | -      | -      | 2000년 3월 1일 폐교                                  |
| 임자남초등학교 임자서분교   | 임자면 재원길 23-10       | -      | -      | 2000년 3월 1일 폐교                                  |
| 흑산초등학교 심리분교       | 흑산면 심리 99            | -      | -      | 2000년 3월 1일 폐교                                  |
| 자은두봉초등학교            | 자은면 두봉길 584         | -      | -      | 2000년 9월 1일 폐교                                  |
| 증도초등학교 화도분교       | 증도면 화도길 268         | -      | -      | 2000년 9월 1일 폐교                                  |
| 안좌초등학교 내호분교       | 안좌면 내호길 171-20      | -      | -      | 2001년 3월 1일 폐교                                  |
| 증도초등학교 전증분교       | 증도면 지도증도로 1542-11 | -      | -      | 2002년 3월 1일 폐교                                  |
| 도초서초등학교 우이도분교   | 도초면 우이진리길 58      | -      | -      | 2002년 9월 1일 폐교                                  |
| 흑산초등학교 태도분교       | 흑산면 태도리 산 106      | -      | -      | 2003년 3월 1일 폐교                                  |
| 비금초등학교 대광분교       | 비금면 비금북부길 573-1   | -      | -      | 2004년 3월 1일 폐교                                  |
| 신의초등학교 상태분교       | 신의면 안산길 100-15      | -      | -      | 2004년 3월 1일 폐교                                  |
| 도초서초등학교              | 도초면 지남리 1033        | -      | -      | 2005년 3월 1일 폐교                                  |
| 지도초등학교 지도서분교     | 지도읍 묘동길 46-5        | -      | -      | 2005년 3월 1일 폐교                                  |
| 흑산초등학교 신흥분교       | 흑산면 홍도2길 59-8       | -      | -      | 2005년 3월 1일 폐교                                  |
| 흑산초등학교 만재분교       | 흑산면 만재도리 산 81-1   | -      | -      | 2005년 9월 1일 폐교                                  |
| 압해초등학교 마산분교       | 압해읍 마산길 42-110      | -      | -      | 2006년 3월 1일 폐교                                  |
| 지도초등학교 신광분교       | 지도읍 사옥길 111         | -      | -      | 2006년 3월 1일 폐교                                  |
| 장산초등학교 마진분교       | 장산면 마진도길 32-1      | -      | -      | 2007년 3월 1일 폐교                                  |
| 동도초등학교                | 도초면 도초동부길 198     | -      | -      | 2008년 3월 1일 폐교                                  |
| 신의초등학교 신의남분교     | 신의면 신의로 203-49      | -      | -      | 2008년 3월 1일 폐교                                  |
| 장산초등학교 장산동분교     | 장산면 장산동면길 303-3   | -      | -      | 2008년 3월 1일 폐교                                  |
| 압해동초등학교 가란분교     | 압해읍 가란길 205         | -      | -      | 2008년 9월 1일 폐교                                  |
| 안창초등학교                | 안좌면 대리길 18-24       | -      | -      | 2009년 3월 1일 폐교                                  |
| 비금초등학교 비금서분교     | 비금면 죽림리 832         | -      | -      | 2009년 3월 1일 폐교                                  |
| 도초초등학교 서리분교       | 도초면 서우이길 31-2      | -      | -      | 2010년 3월 1일 폐교                                  |
| 압해초등학교 쌍룡분교       | 압해읍 복룡신대길 58-7    | -      | -      | 2010년 3월 1일 폐교                                  |
| 증도초등학교 기점분교       | 증도면 기점길 152         | -      | -      | 2010년 3월 1일 폐교                                  |
| 압해초등학교 매화분교       | 압해읍 매화길 722         | -      | -      | 2010년 10월 5일 폐교                                 |
| 신의초등학교 기도분교       | 신의면 기도길 6-11        | -      | -      | 2012년 3월 1일 폐교                                  |
| 지도초등학교 동천분교       | 지도읍 동천길 176-48      | -      | -      | 2012년 3월 1일 폐교                                  |
| 하의초등학교 장병분교       | 하의면 장병도길 64        | -      | -      | 2012년 3월 1일 폐교                                  |
| 안좌초등학교 반월분교       | 안좌면 반월리 273         | -      | -      | 2017년 2월 28일 폐교                                 |
| 암태초등학교 당사분교       | 암태면 당사도길 73-2      | -      | -      | 2018년 9월 1일 폐교                                  |
| 압해초등학교 고이분교       | 압해읍 고이길 20          | -      | -      | 2018년 9월 1일 폐교                                  |
| 지도초등학교 선치분교       | 지도읍 선도길 97-14       | -      | -      | 2018년 9월 1일 폐교                                  |
| 지도초등학교 어의분교       | 지도읍 어의길 17-2        | -      | -      | 2018년 9월 1일 폐교                                  |
| 흑산초등학교 흑산서분교     | 흑산면 흑산일주로 1499-11 | -      | -      | 2018년 9월 1일 폐교                                  |
| 증도초등학교 병풍도분교     | 증도면 병풍리 533-1       | -      | -      | 2020년 3월 1일 폐교                                  |
| 암태초등학교 추포분교       | 암태면 추엽길 82          | -      | -      | 2021년 9월 1일 폐교                                  |

### 유치원[32]
| 학교명                                  | 주소 | 학급수 | 원아수 | 비고           |
| --------------------------------------- | ---- | ------ | ------ | -------------- |
| 가거도초등학교 병설유치원(가)           | -    | 1학급  | 3명    |                |
| 도초초등학교 병설유치원(다)             | -    | 2학급  | 12명   |                |
| 비금동초등학교 병설유치원(다)           | -    | 1학급  | 7명    |                |
| 비금초등학교 병설유치원(다)             | -    | 1학급  | 15명   |                |
| 신의초등학교 병설유치원(다)             | -    | 1학급  | 7명    |                |
| 안좌초등학교 병설유치원(라)             | -    | 1학급  | 9명    |                |
| 암태초등학교 병설유치원(라)             | -    | 1학급  | 6명    |                |
| 압해초등학교 병설유치원                 | -    | 1학급  | 8명    |                |
| 압해동초등학교 병설유치원               | -    | 1학급  | 6명    |                |
| 압해서초등학교 병설유치원               | -    | -      | -      | 현재 휴원 상태 |
| 임자남초등학교 병설유치원(다)           | -    | 1학급  | 4명    |                |
| 임자초등학교 병설유치원(다)             | -    | 1학급  | 2명    |                |
| 자은초등학교 병설유치원(라)             | -    | 1학급  | 6명    |                |
| 장산초등학교 병설유치원(다)             | -    | 1학급  | 10명   |                |
| 지도초등학교 병설유치원                 | -    | 1학급  | 2명    |                |
| 증도초등학교 병설유치원(라)             | -    | 1학급  | 2명    |                |
| 흑산초등학교 병설유치원(나)             | -    | 1학급  | 4명    |                |
| 흑산초등학교 병설홍도분교장유치원(나)   | -    | -      | -      | 현재 휴원 상태 |
| 흑산초등학교 병설흑산동분교장유치원(가) | -    | -      | -      | 현재 휴원 상태 |
| 팔금초등학교 병설유치원(라)             | -    | 1학급  | 6명    |                |
| 하의초등학교 병설유치원(다)             | -    | 1학급  | 3명    |                |

## 교통

### 도로
군내에는 국도 제2호선, 국도 제24호선, 국도 제77호선이 지나간다. 국도 제2호선의 기점이 장산면이지만 아직 교량들이 미완공이나 착공중이여서, 현재 2020년 기준으로는 실질적 기점은 암태면 추포도이다. 또한 국도 제24호선의 기점이 지도읍이며, 국도 제77호선은 현재 무안군과 압해읍을 잇는 김대중대교와 신안군 압해도 구간이 개통되어 있지만 남쪽으로 목포시와 다리 연결이 안되어 있어 목포시로 우회가 필요하다. 신안군은 군내 주요 섬들이 교량으로 육지와 연결되는 것을 목표로 다리를 건설하고 있다. 현재 지도읍, 증도면은 교량으로 육지지역인 무안군과 연결되어 있으며, 압해읍은 압해대교로 목포시와 연결이 되어 있다. 그 외의 나머지 지역은 교량으로 연결이 되어 있지 않기 때문에 전적으로 페리 등으로 의존한다.  암태도, 자은도, 팔금도, 안좌도는 천사대교의 개통으로 육지와 이어졌다.

#### 교량
- 압해대교
- 천사대교
- 은암대교
- 김대중대교
- 서남문대교

### 버스
신안군에는 목포시의 시내버스와 신안군의 농어촌버스가 운행중이다. 2008년 이전에는 각 섬들 안에서 신안군의 농어촌버스만 다니다가 압해대교가 개통하면서 목포시의 시내버스도 운행하게 되었다. 과거에는 지도읍에만 시외버스 정류장이 있었으나 천사대교 개통 후 암태도의 암태남강환승정류장에서도 시외버스가 운행된다.

### 항구
신안군은 지도읍을 제외하고는 전부 섬으로 이루어진 군이다. 이 때문에 섬들간의 교통은 주로 페리로 이루어진다. 이들 페리는 목포연안여객선터미널이나 송공항에서 출발하여 순환하며 복귀한다.
- 목포연안여객선터미널

### 공항
군내에는 흑산도에 소형공항인 흑산공항이 계획 중에 있고, 인근 무안군 망운면에 무안국제공항이 있다.
- 흑산공항
- 무안국제공항

## FM 라디오 주파수 방송 목록
- 88.1 - 광주KBS 제2라디오 해피FM (해남 대둔산)
- 88.3 - 전주KBS 제1라디오 (구례 노고단)
- 89.1 - 목포MBC 표준FM (해남 대둔산)
- 89.7 - BBS 광주불교방송 (광주 무등산)
- 90.5 - 광주KBS 제1라디오 (광주 무등산)
- 91.5 - 광주MBC FM4U (광주 무등산)
- 92.3 - 광주KBS 클래식FM (광주 무등산)
- 93.1 - febc 광주극동방송 (광주 무등산)
- 93.9 - 광주MBC 표준FM (광주 무등산)
- 94.7 - 남도국악방송 (해남 대둔산)
- 95.1 - 광주MBC FM4U (구례 노고단)
- 95.5 - 광주KBS 제2라디오 해피FM (광주 무등산)
- 96.5 - KFN 라디오 (광주 무등산)
- 97.3 - TBN 광주교통방송 (광주 무등산)
- 98.1 - 광주CBS 음악FM (광주 무등산)
- 98.3 - 목포KBS 클래식FM (목포 양을산)
- 98.7 - GGN 글로벌광주방송 (광주 무등산)
- 99.3 - 광주국악방송 (광주 무등산)
- 99.9 - cpbc 광주가톨릭평화방송 (광주 무등산)
- 100.5 - febc 목포극동방송 (목포 양을산)
- 101.1 - 광주kbc 마이FM (광주 무등산)
- 101.7 - 전주MBC 표준FM (구례 노고단)
- 102.3 - 목포MBC FM4U (목포 양을산)
- 103.1 - 광주CBS 표준FM (광주 무등산)
- 104.1 - EBS 라디오 (해남 대둔산)
- 104.5 - 전주KBS 클래식FM (구례 노고단)
- 105.3 - EBS 라디오 (광주 무등산)
- 105.9 - 목포KBS 제1라디오 (해남 대둔산)
- 106.7 - EBS 라디오 (목포 양을산)
- 106.9 - EBS 라디오 (장흥)
- 107.5 - EBS 라디오 (구례 노고단)
- 107.9 - WBS 광주원음방송 (광주 무등산)

## 관광
- 자은 사월포 관광농원
- 홍도(천연기념물 제170호)
- 지도향교
- 송공산
- 송공산 분재공원
- 영산도
- 퍼플섬

## 자매 도시
- 대한민국 서울특별시 강남구
- 대한민국 서울특별시 마포구
- 대한민국 서울특별시 노원구
- 미국 캘리포니아주 로스앤젤레스
- 대한민국 경상북도 경산시
- 대한민국 경기도 군포시
- 중국 랴오닝성 판진 시 다와 현

## 같이 보기
- 대한민국의 지리
- 신안 해저유물 매장해역
- 2014년 신안군 염전 섬노예 사건